# Mistrzostwa Świata w Lekkoatletyce 1987 – sztafeta 4 × 400 m mężczyzn
Sztafeta 4 × 400 metrów mężczyzn – jedna z konkurencji biegowych rozgrywanych podczas lekkoatletycznych mistrzostw świata na Stadionie Olimpijskim w Rzymie.
Zwyciężyła sztafeta Stanów Zjednoczonych, zaś sztafeta Związku Radzieckiego, która broniła tytułu zdobytego na poprzednich mistrzostwach, nie ukończyła biegu finałowego.

## Terminarz
| Data       |            |
| ---------- | ---------- |
| 5 września | Eliminacje |
| 5 września | Półfinały  |
| 6 września | Finał      |

## Rekordy
|                          | Zawodnicy                                                                           | Wynik   | Miejsce  | Data                      |
| ------------------------ | ----------------------------------------------------------------------------------- | ------- | -------- | ------------------------- |
| Rekord świata            | Stany Zjednoczone · (Vincent Matthews, Ron Freeman, Larry James, Lee Evans)         | 2:56,16 | Meksyk   | 26 października 1968(dts) |
| Rekord mistrzostw świata | ZSRR · (Siergiej Łowaczow, Aleksandr Troszcziło, Nikołaj Czerniecki, Wiktor Markin) | 3:00,79 | Helsinki | 14 sierpnia 1983(dts)     |

## Wyniki

### Eliminacje
Rozegrano trzy biegi eliminacyjne. Z każdego biegu cztery najlepsze sztafety automatycznie awansowały do półfinałów (Q). Skład półfinalistów uzupełniły cztery najszybsze zespoły spośród pozostałych (q).

### Bieg 1
| Poz. | Reprezentacja            | Zawodnicy                                                                | Wynik   | Uwagi |
| ---- | ------------------------ | ------------------------------------------------------------------------ | ------- | ----- |
| 1    | Stany Zjednoczone        | Danny Everett, Mike Franks, Raymond Pierre, Antonio McKay                | 3:03,00 | Q     |
| 2    | NRD                      | Mathias Schersing, Michael Schimmer, Jens Carlowitz, Thomas Schönlebe    | 3:03,57 | Q     |
| 3    | Jugosławia               | Branislav Karaulić, Slobodan Popović, Slobodan Branković, Ismail Mačev   | 3:03,89 | Q     |
| 4    | Nigeria                  | Moses Ugbisie, Joseph Falaye, Henry Amike, Innocent Egbunike             | 3:03,90 | Q     |
| 5    | Kanada                   | Andre Smith, Courtney Brown, John Graham, Anton Skerritt                 | 3:04,08 | q     |
| 6    | Hiszpania                | Cayetano Cornet, Antonio Sánchez, José Alonso, Ángel Heras               | 3:05,20 | q     |
| 7    | Wybrzeże Kości Słoniowej | Akissi Kpidi, Anatole Zongo Kuyo, René Djédjémel Mélédjé, Gabriel Tiacoh | 3:05,34 |       |
| 8    | Irlandia                 | Kieran Finn, Gerry Delaney, John Barry, Peter Sinclair                   | 3:07,18 | [ 2 ] |

### Bieg 2
| Poz. | Reprezentacja  | Zawodnicy                                                                 | Wynik   | Uwagi |
| ---- | -------------- | ------------------------------------------------------------------------- | ------- | ----- |
| 1    | Kenia          | Joseph Sainah, Elijah Bitok, Tito Sawe, John Anzrah                       | 3:02,32 | Q     |
| 2    | Kuba           | Leandro Peñalver, Agustín Pavó, Lázaro Martínez, Roberto Hernández        | 3:02,62 | Q     |
| 3    | ZSRR           | Arkadij Korniłow, Jewgienij Łomtiew, Władimir Prosin, Aleksandr Kuroczkin | 3:02,79 | Q     |
| 4    | Jamajka        | Mark Senior, Devon Morris, Winthrop Graham, Bert Cameron                  | 3:05,11 | Q     |
| 5    | Czechosłowacja | Jindřich Roun, Stanislav Návesňák, Jozef Kucej, Luboš Balošák             | 3:05,44 |       |
| 6    | Brazylia       | Washington Rodrigues, Sérgio Menezes, Gérson de Souza, José Luíz Barbosa  | 3:05,64 |       |
| 7    | Argentyna      | Fabián Garbolini, Dardo Angerami, Luis Migueles, José Beduino             | 3:12,96 |       |

### Bieg 3
| Poz. | Reprezentacja   | Zawodnicy                                                         | Wynik   | Uwagi |
| ---- | --------------- | ----------------------------------------------------------------- | ------- | ----- |
| 1    | Wielka Brytania | Mark Thomas, Kriss Akabusi, Todd Bennett, Phil Brown              | 3:03,75 | Q     |
| 2    | Japonia         | Koichi Konakatomi, Kenji Yamauchi, Hiromi Kawasumi, Susumu Takano | 3:03,86 | Q     |
| 3    | RFN             | Peter Schwelm, Mark Henrich, Klaus Just, Edgar Itt                | 3:03,87 | Q     |
| 4    | Australia       | Robert Stone, Gary Minihan, Peter Stubbs, Darren Clark            | 3:04,22 | Q     |
| 5    | Włochy          | Marcello Pantone, Vito Petrella, Andrea Montanari, Roberto Ribaud | 3:04,39 | q     |
| 6    | Francja         | Aldo Canti, Jean-Jacques Boussemart, Patrick Barré, Yann Quentrec | 3:04,64 | q     |
| 7    | Chińskie Tajpej | Lin Kuang-liang, Hsu Ruo-ta, Lee Shiun-long, Lin Tsai-tien        | 3:11,45 |       |

### Półfinały
Rozegrano dwa biegi półfinałowe. Z każdego biegu cztery najlepsze sztafety awansowały do finału (Q).

### Bieg 1
| Poz. | Reprezentacja   | Zawodnicy                                                                 | Wynik   | Uwagi |
| ---- | --------------- | ------------------------------------------------------------------------- | ------- | ----- |
| 1    | Kuba            | Leandro Peñalver, Agustín Pavó, Lázaro Martínez, Roberto Hernández        | 3:00,99 | Q     |
| 2    | Wielka Brytania | Mark Thomas, Kriss Akabusi, Todd Bennett, Phil Brown                      | 3:01,47 | Q     |
| 3    | ZSRR            | Arkadij Korniłow, Jewgienij Łomtiew, Władimir Prosin, Aleksandr Kuroczkin | 3:01,61 | Q     |
| 4    | Nigeria         | Moses Ugbisie, Joseph Falaye, Henry Amike, Innocent Egbunike              | 3:01,92 | Q     |
| 5    | Kanada          | Andre Smith, Courtney Brown, John Graham, Anton Skerritt                  | 3:02,90 |       |
| 6    | Francja         | Aldo Canti, Jean-Jacques Boussemart, Patrick Barré, Yann Quentrec         | 3:03,41 |       |
| 7    | Japonia         | Koichi Konakatomi, Kenji Yamauchi, Hiromi Kawasumi, Susumu Takano         | 3:04,86 |       |
| 8    | Hiszpania       | Cayetano Cornet, Antonio Sánchez, José Alonso, Ángel Heras                | 3:06,41 |       |

### Bieg 2
| Poz. | Reprezentacja     | Zawodnicy                                                              | Wynik   | Uwagi |
| ---- | ----------------- | ---------------------------------------------------------------------- | ------- | ----- |
| 1    | Stany Zjednoczone | Danny Everett, Mike Franks, Raymond Pierre, Antonio McKay              | 2:59,06 | Q,    |
| 2    | Kenia             | Joseph Sainah, Elijah Bitok, David Kitur, John Anzrah                  | 3:00,73 | Q     |
| 3    | Jamajka           | Mark Senior, Devon Morris, Winthrop Graham, Bert Cameron               | 3:01,08 | Q,    |
| 4    | RFN               | Peter Schwelm, Edgar Itt, Klaus Just, Mark Henrich                     | 3:01,18 | Q     |
| 5    | Jugosławia        | Branislav Karaulić, Slobodan Popović, Slobodan Branković, Ismail Mačev | 3:03,30 | [ 4 ] |
| 6    | Włochy            | Marcello Pantone, Vito Petrella, Tiziano Gemelli, Roberto Ribaud       | 3:03,91 |       |
| 7    | Australia         | Robert Stone, Gary Minihan, Peter Stubbs, Darren Clark                 | 3:04,59 |       |
| –    | NRD               | Jens Carlowitz, Frank Möller, Mathias Schersing, Thomas Schönlebe      | DNF'    |       |

### Finał
| Poz. | Reprezentacja     | Zawodnicy                                                                | Wynik   | Uwagi |
| ---- | ----------------- | ------------------------------------------------------------------------ | ------- | ----- |
| 1    | Stany Zjednoczone | Danny Everett, Roddie Haley, Antonio McKay, Butch Reynolds               | 2:57,29 | CR    |
| 2    | Wielka Brytania   | Derek Redmond, Kriss Akabusi, Roger Black, Phil Brown                    | 2:58,86 | [ 5 ] |
| 3    | Kuba              | Leandro Peñalver, Agustín Pavó, Lázaro Martínez, Roberto Hernández       | 2:59,16 | [ 6 ] |
| 4    | RFN               | Norbert Dobeleit, Mark Henrich, Edgar Itt, Harald Schmid                 | 2:59,96 | [ 7 ] |
| 5    | Kenia             | Joseph Sainah, John Anzrah, Elijah Bitok, David Kitur                    | 3:01,67 |       |
| 6    | Jamajka           | Mark Senior, Devon Morris, Winthrop Graham, Bert Cameron                 | 3:04,53 |       |
| –    | ZSRR              | Jewgienij Łomtiew, Władimir Prosin, Aleksandr Kuroczkin, Władimir Kryłow | DNF     |       |
| –    | Nigeria           | Moses Ugbisie, Joseph Falaye, Henry Amike, Innocent Egbunike             | DNS     |       |